# (365) Corduba
(365) Corduba ist ein Asteroid des mittleren Hauptgürtels, der am 21. März 1893 vom französischen Astronomen Auguste Charlois am Observatoire de Nice bei einer Helligkeit von 13 mag entdeckt wurde.
Der Asteroid ist möglicherweise nach dem antiken Namen der spanischen Stadt Córdoba am Fluss Guadalquivir benannt. Julius Bauschinger, der Direktor des Astronomischen Rechen-Instituts in Berlin, veröffentlichte 1901 die Namen von 34 von Charlois entdeckten Asteroiden zwischen den Nummern (356) und (451). Im Text heißt es lediglich: „Nach Zustimmung des Herrn Charlois haben folgende von ihm entdeckten… Planeten nachstehende Namen erhalten.“ Es liegt daher nahe, dass die Namen vom Astronomischen Rechen-Institut ausgewählt wurden.

## Wissenschaftliche Auswertung
Mit Daten radiometrischer Beobachtungen im Infraroten am Kitt-Peak-Nationalobservatorium in Arizona vom September 1975 wurden für (365) Corduba erstmals Werte für den Durchmesser und die Albedo von 99 km und 0,03 bestimmt. Aus Ergebnissen der IRAS Minor Planet Survey (IMPS) wurden 1992 Angaben zu Durchmesser und Albedo für zahlreiche Asteroiden abgeleitet, darunter auch (365) Corduba, für die damals Werte von 105,9 km bzw. 0,03 erhalten wurden. Eine Auswertung von Beobachtungen durch das Projekt NEOWISE im nahen Infrarot führte 2011 zu vorläufigen Werten für den Durchmesser und die Albedo im sichtbaren Bereich von 91,5 km bzw. 0,04. Nach neuen Messungen mit NEOWISE wurden die Werte 2014 auf 86,8 km bzw. 0,05 korrigiert. Nach der Reaktivierung von NEOWISE im Jahr 2013 und Registrierung neuer Daten wurden die Werte 2015 zunächst mit 105,2 km bzw. 0,03 angegeben und dann 2016 korrigiert zu 84,7 oder 85,9 km bzw. 0,03 oder 0,04, diese Angaben beinhalten aber alle hohe Unsicherheiten. Eine Untersuchung von 2020 bestimmte aus zwei Sternbedeckungen durch (365) Corduba einen Durchmesser von 94,5 ± 0,5 km.
Eine spektroskopische Untersuchung von 820 Asteroiden zwischen November 1996 und September 2001 am La-Silla-Observatorium in Chile ergab für (365) Corduba eine taxonomische Klassifizierung als Caa- bzw. Ch-Typ.
Photometrische Messungen des Asteroiden fanden erstmals statt vom 27. September bis 16. Oktober 2003 während drei Nächten mit dem ferngesteuerten Rigel-Teleskop der University of Iowa am Winer Observatory in Arizona. Aus der aufgezeichneten Lichtkurve wurde auf eine Rotationsperiode von 6,354 h geschlossen. Weitere Beobachtungen wurden vom 23. Juli bis 31. August 2007 während sechs Nächten am Palmer Divide Observatory des Space Science Institute in Colorado durchgeführt. Aus der Lichtkurve mit geringer Amplitude wurde hier eine abweichende Rotationsperiode von 6,551 h abgeleitet.
Beide Ergebnisse waren aber offenbar falsch, denn eine Auswertung von archivierten Lichtkurven des Lowell-Observatoriums führte in einer Untersuchung von 2016 erstmals zur Erstellung eines dreidimensionalen Gestaltmodells des Asteroiden für zwei alternative Positionen der Rotationsachse mit prograder Rotation und einer etwa doppelt so langen Periode von 12,7054 h. Mit dem Weltraumteleskop Transiting Exoplanet Survey Satellite (TESS) konnten während dessen Durchmusterung des Südhimmels 2018 bis 2019 auch Objekte des Sonnensystems beobachtet werden. Dabei wurden auch die Lichtkurven von fast 10.000 Asteroiden aufgezeichnet. Für (365) Corduba wurde aus Messungen etwa vom 19. Januar bis 1. Februar 2019 eine ähnliche Rotationsperiode von 12,6971 h erhalten.
Zwischen 2012 und 2018 wurden mit der All-Sky Automated Survey for Supernovae (ASAS-SN) auch photometrische Daten von 20.000 Asteroiden aufgezeichnet. Auf mehr als 5000 davon konnte erfolgreich die Methode der konvexen Inversion angewendet werden, darunter auch (365) Corduba, für die in einer Untersuchung von 2021 ein verbessertes dreidimensionales Gestaltmodell für eine Rotationsachse mit prograder Rotation und einer Periode von 12,7052 h berechnet wurde. Aus archivierten Daten des Asteroid Terrestrial-impact Last Alert System (ATLAS) aus dem Zeitraum 2015 bis 2018 konnte in einer Untersuchung von 2022 mit der Methode der konvexen Inversion eine Rotationsperiode von 12,704 h bestimmt werden.
Abschätzungen von Masse und Dichte für den Asteroiden (365) Corduba aufgrund von gravitativen Beeinflussungen auf Testkörper hatten in einer Untersuchung von 2012 zu als unrealistisch bewerteten Ergebnissen geführt.